# Giocangga
Giocangga (mandschurisch ; chinesisch 觉昌安, Pinyin Juéchāng'ān; † 1571) Tempelname: Jingzu (景祖,  Jǐngzǔ) war ein Stammesfürst der Jurchen am oberen Suksuhu-Fluss, einer Untergruppe der Jianzhou-Jurchen. Er war der Vater der Jurchen-Stammesfürsten Taksi, und der Großvater von Nurhaci, dem Begründer der Qing-Dynastie.

## Leben
Giocangga lebte in der Nähe der Stadt Hetu Ala, heute Teil von Xinbin. Er war gemeinsam mit seinen Brüdern bekannt als die „sechs Prinzen“ (ningguta beile).
Obwohl Giocangga selbst ein Häuptling war, unterstand er dem Fürsten Wang Kao (王杲, † 1575).
1574 verbündeten sich Giocangga und sein Sohn Taksi in einer Geheimallianz gegen den Ming-General Li Ch'êng-liang, um erst Wang Kao anzugreifen und acht Jahre später auch dessen Sohn Atai, der mit Giocanggas Enkelin verheiratet war. Giocangga und Taksi starben in Atais Festung, nachdem sie eingenommen wurde, durch Lis Männer, da Li dachte, Giocangga und Taksi hätten sich Atai angeschlossen.

## Nachkommen
Giocangga gilt als einer der Männer mit den meisten direkten Nachkommen. In der Mandschurei und der Mongolei sollen etwa 1,5 Millionen direkte männliche Nachkommen leben. Ursächlich dafür soll eine große Anzahl von Ehefrauen und Konkubinen gewesen sein.